# Monestir de Santa Maria Magdalena
El monestir de Santa Maria Magdalena és un edifici religiós situat als carrers de Vallmajor, Ravella i Copèrnic al barri de Sant Gervasi-Galvany de Barcelona. La part més destacada del conjunt és l'església, d'estil neogòtic.

## Història
Va ser fundat el 1372 com a comunitat de religioses femenines sota la regla de Sant Agustí, i es va establir a la Riera de Sant Joan, carrer desaparegut amb l'obertura de la Via Laietana. El 1690 patí un greu incendi, que en destruí l'arxiu, i el 1835 les monges foren exclaustrades i el monestir utilitzat com a escola fins al 1846.
Finalment, el 1876 les monges el vengueren a Lluís Ferran d'Alòs i de Martín (futur marquès de Dou), que el faria enderrocar per a urbanitzar la zona. Aleshores es van establir temporalment en una casa de Gràcia, fins que el 1880 es van traslladar a un nou edifici als carrers de Muntaner i València. Aquest va ser cremat el 1909 a la Setmana Tràgica i aleshores es van traslladar a l'emplaçament actual.